# Quiviesa
El río Quiviesa es un río de la comunidad autónoma de Cantabria, en España. Nace en la vertiente norte de Peña Prieta y desemboca en el río Deva a la altura de Potes, localidad a la que divide en dos.